# Shintō

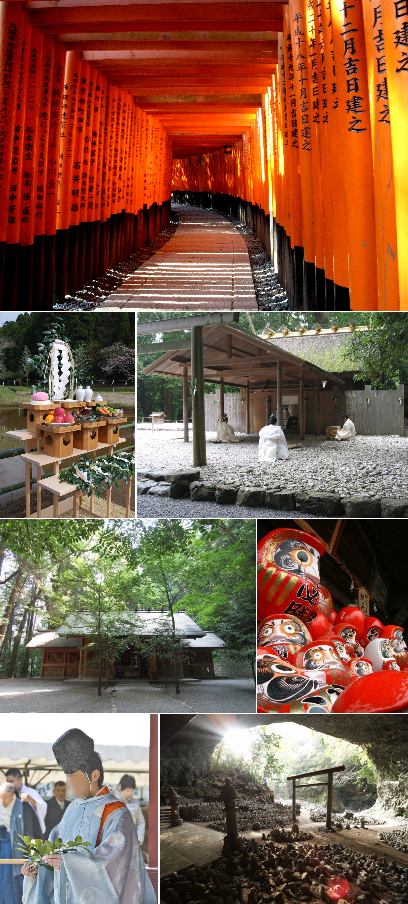

Shintō (jap. 神道, wird im Deutschen meist übersetzt mit „Weg der Götter“) – auch als Shintoismus bezeichnet – ist die ethnische Religion der Japaner (siehe auch Religion in Japan). Shintō und Buddhismus, die beiden in Japan bedeutendsten Religionen, sind aufgrund ihrer langen gemeinsamen Geschichte nicht immer leicht zu unterscheiden. Als wichtigstes Merkmal, das die beiden religiösen Systeme trennt, wird oft die Diesseitsbezogenheit des Shintō angeführt. Darüber hinaus kennt der klassische Shintō keine heiligen Schriften im Sinne eines religiösen Kanons, sondern wird weitgehend mündlich überliefert. Die beiden Schriften Kojiki und Nihonshoki, die von einigen shintoistisch geprägten Neureligionen Japans als heilig angesehen werden, sind eher historisch-mythologische Zeugnisse.

## Überblick

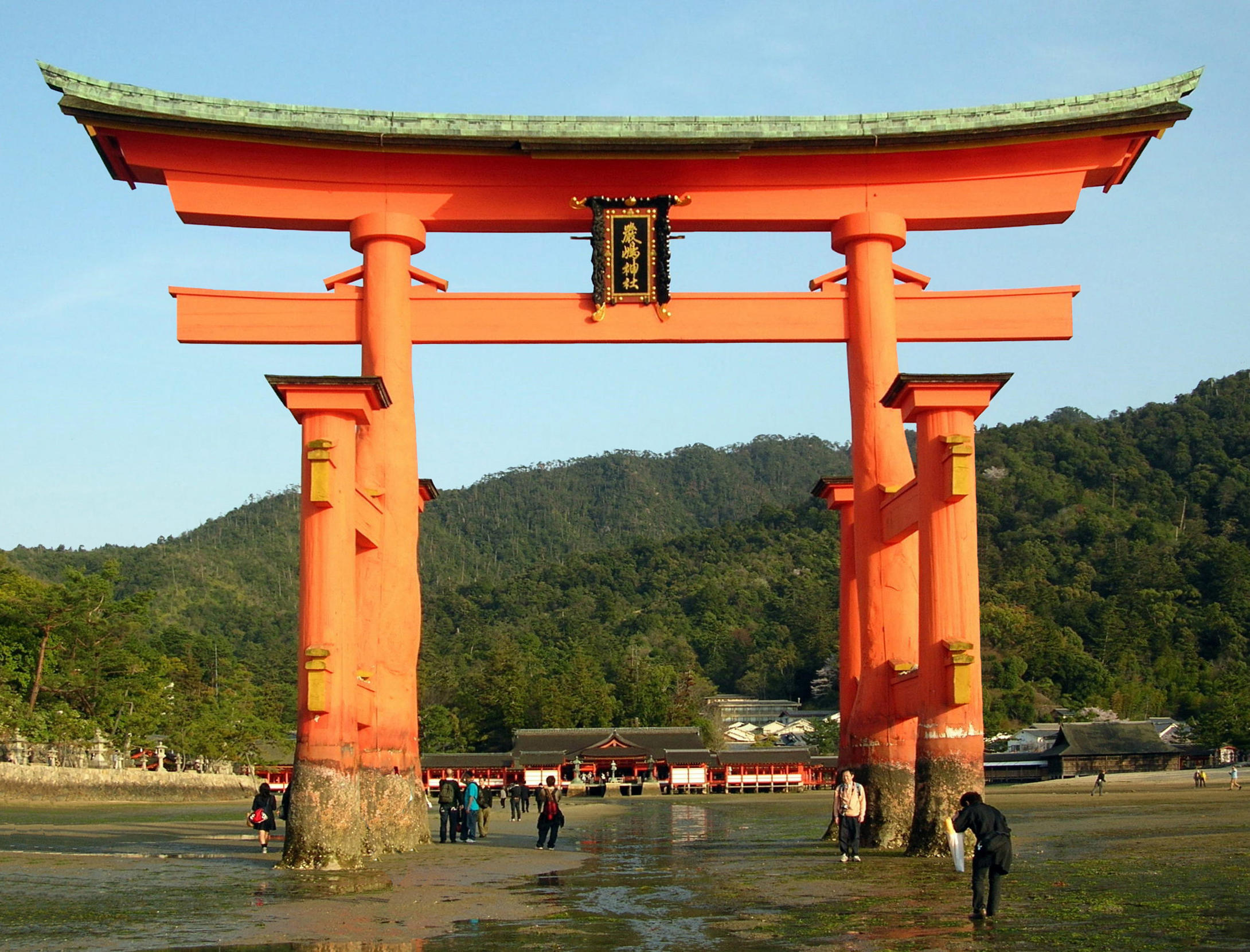
Torii am Itsukushima-Schrein, im Hintergrund die Insel Miyajima

Shintō besteht aus einer Vielzahl von religiösen Kulten und Glaubensformen, die sich an die einheimischen japanischen Gottheiten (kami) richten. Kami sind zahlenmäßig unbegrenzt und können die Form von Menschen, Tieren, Gegenständen oder abstrakten Wesen haben. Man spricht daher auch von Shintō als einer polytheistischen und animistischen oder auch theophanischen Religion.
Die Gebäude oder Verehrungsstätten des Shintō bezeichnet man als Shintō-Schreine. An der Spitze der Schreinhierarchie steht der Ise-Schrein, wo die Sonnengottheit Amaterasu, zugleich die mythische Urahnin des japanischen Kaisers, des Tennō, verehrt wird. Dementsprechend gilt der Tennō auch als Oberhaupt des Shintō. Während diese religiöse Führungsrolle des Tennō heute nur noch nominelle Bedeutung besitzt, erreichte sie in der Ära des Nationalismus vor dem Zweiten Weltkrieg ihren Höhepunkt. Dem Tennō wurde damals ein göttlicher Status zugeschrieben. Man spricht in diesem Zusammenhang auch von Staats-Shintō.
Historisch betrachtet war der Shintō jahrhundertelang eine uneinheitliche und mit Elementen des Buddhismus und Konfuzianismus verbundene religiöse Tradition, die erst mit Beginn der Meiji-Restauration aufgrund neuer politischer Ideologien von Staats wegen als einheitliche und rein japanische „Urreligion“ gedeutet wurde. Hinsichtlich einer genauen Definition besteht nach wie vor keine Einigkeit. So bemerkt z. B. der japanische Religionshistoriker Ōbayashi Taryō:

„Shintō … [ist] im weitesten Sinne die Urreligion Japans, im engeren Sinne ein aus Urreligion und chinesischen Elementen zu politischen Zwecken ausgebautes System.“

Wichtige Gottheiten des Shinto sind das Urgötterpaar Izanagi und Izanami, die im japanischen Mythos über die Entstehung der Welt eine maßgebliche Rolle spielen. Aus ihnen heraus entstanden die Sonnengöttin Amaterasu, der Sturmgott Susanoo, der Mondgott Tsukuyomi und viele weitere Kami. Die meisten Shintoschreine sind heute jedoch Gottheiten wie Hachiman oder Inari geweiht. Beide Gottheiten kommen nicht in den klassischen Mythen vor und wurden stark vom Buddhismus beeinflusst.

## Etymologie
Das Wort shintō entstammt dem Chinesischen, wo es shéndào (chin. 神道) – Standardchinesisch – ausgesprochen wird. Dabei hat shen hier die Bedeutung von „Geist, Gott bzw. Gottheit“, während dao hier vereinfacht mit „Weg oder Pfad“ übersetzt werden kann.
Im Japanischen wird das Zeichen für shin 神 im Wort shintō je nach Lesung (読み yomi, deutsch ‚Aussprache‘) als shin, jin (sinojapanische Klang-Lesung) oder kami (japanische Begriffs-Lesung) ausgesprochen. Kami ist die japanische Bezeichnung für Gottheit und besitzt eine andere Nuance als das chinesische shen. Der Begriff kami kann sich auch auf Gottheiten anderer Religionen, z. B. den christlichen Gott beziehen. Das Kanji tō 道 in shintō wird je nach Lesung tō, dō (Klang-Lesung) oder michi (Begriffs-Lesung) gelesen und kann, ähnlich wie im Chinesischen, im übertragenen Sinne für Begriffe wie „Lehre“ oder „Schule“ stehen (siehe dō in Aikidō, Judō, Kendō, …).
Schon in der zweitältesten japanischen Reichsgeschichte, dem Nihonshoki (720), ist shintō erwähnt, allerdings nur insgesamt viermal. Auch ist bis heute strittig, was das Wort im damaligen Sprachgebrauch genau bezeichnete (s. u.). Als Bezeichnung für ein eigenständiges religiöses System im Sinne des heutigen Wortgebrauchs taucht shintō erst in Quellen des japanischen Mittelalters auf.

## Identitätsmerkmale
Die vieldeutige, polytheistische Natur der einheimischen Götter (kami) macht es schwer, einen gemeinsamen religiösen Kern im Shintō zu finden. Shintō besitzt weder eine Gründerfigur noch ein konkretes Dogma. Die einheitlichen Merkmale des Shintō liegen in erster Linie auf dem Gebiet des Ritus und der Architektur. Der „Shintō-Schrein“ ist daher eines der wichtigsten identitätsstiftenden Merkmale der Shintō-Religion. Dem Ausdruck „Schrein“ entsprechen verschiedene japanische Ausdrücke (jinja, yashiro, miya, ...), die aber alle eindeutig auf ein shintoistisches Bauwerk hinweisen und nicht etwa auf ein buddhistisches. Im engeren Sinn ist ein Schrein ein Bauwerk, in dem ein göttlicher Verehrungsgegenstand (shintai) aufbewahrt wird. Im weiteren Sinn bezeichnet der Ausdruck eine „Schrein-Anlage“, die eine Anzahl von Haupt- und Nebenschreinen, sowie andere religiöse Gebäude umfassen kann. Es gibt bestimmte optische bzw. bauliche Erkennungszeichen, anhand derer sich ein Shintō-Schrein identifizieren lässt. Dazu zählen:
- torii („Shintō-Tore“): schlichte, markante Tore aus zwei Grundpfeilern und zwei Querbalken, die zumeist frei stehen und den Zugang zu einem für die kami reservierten Areal symbolisieren.
- shimenawa („Götterseile“): Seile unterschiedlicher Stärke und Länge, meist aus geflochtenem Stroh, die entweder ein numinoses Objekt (oft Bäume oder Felsen) umgeben oder als dekoratives Element auf torii oder Schreingebäuden angebracht sind.
- Zickzackpapier (shide, gohei): Ein meist aus weißem Papier hergestelltes Dekorelement, das auch als symbolische Opfergabe dienen kann. Oft an Götterseilen oder an einem Stab angebracht.

Schreine können darüber hinaus durch einen charakteristischen Dachschmuck gekennzeichnet sein: Er besteht zumeist aus X-förmigen Balken (chigi), die an den beiden Enden des Dachfirstes angebracht sind, sowie aus einigen ellipsoiden Querhölzern (katsuogi, wörtlich „Hölzer [in Form] des Bonito-Fisches“), die zwischen den chigi entlang des Firstes aufgereiht sind. Diese Elemente sind aber meist nur auf Schreinen im archaischen Stil zu finden.
Die in den Schreinen aufbewahrten Verehrungsgegenstände (shintai) gelten als „Sitz“ oder „Wohnort“ der verehrten Gottheit und werden niemals hergezeigt. Typische shintai sind Gegenstände, die in der japanischen Frühzeit, als deren jeweilige Herstellung im Land selbst noch nicht beherrscht wurde, in geringer Zahl vom asiatischen Festland nach Japan gelangten und hier als Wunderwerke galten, etwa Bronzespiegel oder Schwerter. Andere shintai sind die sogenannten „Krummjuwelen“ (magatama), die seit alters her in Japan hergestellt wurden. Schließlich können aber auch Statuen oder andere Objekte als shintai dienen. In manchen Fällen ist das Aussehen des shintai selbst den Priestern des jeweiligen Schreins unbekannt.
Die Schreinpriester selbst tragen Zeremonialgewänder, die sich von den Amtsroben höfischer Beamter des japanischen Altertums herleiten. Sie sind u. a. durch Kopfbedeckungen aus schwarz gefärbtem Papier (tate-eboshi, kanmuri) charakterisiert. Ein spezifisches rituelles Instrument ist das shaku, eine Art Zepter aus Holz, das ehemals auch als Symbol weltlicher Herrschaft fungierte. All diese Elemente kennzeichnen auch die traditionellen Zeremonialgewänder des Tennō.

## Anhängerschaft
Eine offizielle Statistik nennt für das Jahr 2012 etwa 100 Millionen Gläubige, was etwa 80 % der japanischen Bevölkerung entspricht. Nach einer anderen Quelle beträgt die Zahl der Gläubigen jedoch lediglich 3,3 % der japanischen Bevölkerung, also etwa vier Millionen.
Die Differenz zwischen diesen Angaben spiegelt die Schwierigkeit wider, Shintō genauer zu definieren: Die erste Umfrage basiert auf der Anzahl der Menschen, die von den Schreinen selbst als Gemeindemitglieder (ujiko) gesehen werden, welche sich aus der Beteiligung an religiösen Ritualen im weitesten Sinn (wie dem traditionellen Schreinbesuch zu Neujahr) ergibt. Dies entspricht (soziologisch betrachtet) der gefühlten Zugehörigkeit zu einer ethnisch-religiösen Gruppe, die viele shintoistische Aspekte wie etwa Ahnenkult oder Geisterglaube als untrennbaren Bestandteil der japanischen Kultur auffasst. Eine tatsächliche Zugehörigkeit zu einer Religionsgemeinschaft lässt sich daraus nicht herleiten. Fragt man explizit nach dem Bekenntnis zur shintōistischen Religion, wie bei der zweiten Umfrage, muss das Ergebnis zwangsläufig deutlich geringer ausfallen.

## Geschichte

### Prähistorie
Die ältesten Mythen Japans, die als wichtigste Quelle des Shintō gelten, legen nahe, dass sich die religiösen Riten sowohl auf Ehrfurcht-gebietende Naturerscheinungen (Berge, Felsen oder Bäume) als auch auf Nahrungsgottheiten und elementare Naturkräfte bezogen, die für die damals vorwiegend agrarisch geprägte Gesellschaft von Bedeutung waren. Um die Gesamtheit aller Gottheiten zu beschreiben, verwenden die Mythen den Ausdruck yao yorozu, welcher wörtlich übersetzt zwar „acht Millionen“ bedeutet, tatsächlich aber im Sinne von „unzählbar“, „unüberblickbar“ zu verstehen ist. Daraus ergibt sich ein Hinweis, dass es sich bei der damaligen Religion nicht um ein geschlossenes, einheitliches Glaubenssystem handelte.
Wie die ganze altjapanische Kultur war diese Religion wahrscheinlich mit der Jōmon-Kultur, der Yayoi-Kultur und den austronesischen Religionen verwandt, die ihren Weg vorwiegend über eine Landbrücke von Taiwan ausgehend über die Ryūkyū-Inseln im Süden nach Japan fanden. Daneben werden auch frühe koreanische- und klassisch-schamanistische Kulte aus Sibirien (über Sachalin) sowie Einflüsse des chinesischen Volksglaubens vermutet, die über die Koreanische Halbinsel nach Japan kamen. Laut Helen Hardacre leitet sich der Shintoismus sowie die japanische Kultur von der Yayoi-Kultur und Religion ab. Es muss bedacht werden, dass Japan in prähistorischer Zeit nicht von einer einzigen, ethnisch homogenen Gruppe bevölkert wurde und dass noch in historischer Zeit Einwanderungswellen vom Kontinent zu lokalen kulturellen Differenzierungen führten. Der sogenannte „Ur-Shintō“ bestand daher aus lokalen Traditionen, die wesentlich unterschiedlicher gewesen sein dürften, als dies heute der Fall ist. Zu einer gewissen Vereinheitlichung kam es erst im Zusammenhang mit der Errichtung des frühen japanischen Staatswesens, dessen formative Phase um das Jahr 700 abgeschlossen war. Die frühesten schriftlichen Quellen stammen aus der unmittelbar auf die politische Konsolidierung folgenden Nara-Zeit (Kojiki: 712, Nihon shoki: 720). Viele Fragen zur prähistorischen japanischen Religion bleiben daher wegen mangelnder Quellen offen. All dies hat dazu geführt, dass die Forschung den Begriff „Shintō“ im Zusammenhang mit der prähistorischen, vor-buddhistischen Religion (oder besser: den Religionen) Japans kaum mehr verwendet, sondern sich neutraler Begriffe, wie zum Beispiel „kami-Verehrung“, bedient. In vielen einführenden Werken ist die Gleichung „Shintō = japanische Urreligion“ dagegen nach wie vor häufig zu finden.

### Mythologie und kaiserlicher Ritus

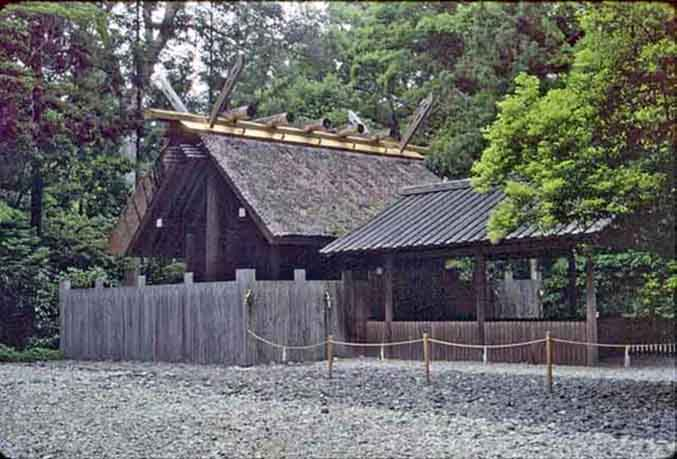
Einer der Schreine (betsugū) des Ise-Schreins

Als sich im 5. und 6. Jahrhundert eine hegemoniale Dynastie in Zentraljapan etablierte, entstand ein höfischer Kult, der sich zunehmend am chinesischen Staatswesen und an der chinesischen Kultur orientierte. Dabei spielten sowohl die Ahnenverehrung und die Moralvorstellungen des chinesischen Konfuzianismus, als auch die Kosmologie des Daoismus und der Erlösungsglaube des Buddhismus eine Rolle. All diese Traditionen wurden mit den Kulten indigener Territorial- und Klangottheiten (Ujigami) zu einem neuartigen staatlichen Zeremoniell verbunden.
Der frühe japanische Staat entstand aus Bündnissen einzelner Klans (uji), die jeweils eigene Ujigami verehrten. Als sich der Klan der späteren Tennō („Kaiser“) innerhalb dieses Bündnisses als führende Dynastie durchsetzte, entstand eine Mythologie, die die Geschichten der einzelnen Klangottheiten zu einer einheitlichen mythologischen Erzählung verschmolz. Die bereits genannten frühesten Textquellen dieser Mythologie aus dem achten Jahrhundert schildern die Weltentstehung und den Ursprung der Dynastie des Tennō: Ein Urgötterpaar (Izanagi und Izanami) kreiert die japanischen Inseln und alle übrigen Gottheiten. Amaterasu Omikami (Himmelsscheinende große Gottheit) ist die wichtigste ihrer Schöpfungen: Sie beherrscht die „himmlischen Gefilde“ (Takamanohara) und wird mit der Sonne gleichgesetzt. In ihrem Auftrag steigt ihr Enkel zur Erde herab, um hier die ewig andauernde Dynastie des Tennō-Geschlechts zu begründen. Diese mythologische Vorstellung vom Ursprung Japans und seiner kaiserlichen Linie bildet in allen späteren Systematisierungsversuchen des Shintō (z. B. im Yoshida-Shintō, in der Kokugaku oder im Staats-Shintō) eine zentrale Idee. Der Begriff „Shintō“ selbst taucht zwar bereits in dieser Zeit auf, wird aber nicht im Sinne einer systematischen Religion verwendet. Das sogenannte „Götteramt“ (神祇官, Jingi-kan), die einzige antike Regierungsinstitution, die keinem chinesischen Vorbild entspricht, trägt eben nicht die Bezeichnung „Shintō-Amt“ (wie manchmal in der westlichen Literatur angegeben), sondern ist wörtlich die „Behörde für Götter des Himmels (神, jin bzw. shin) und der Erde (祇, gi)“ – wiederum ein letztlich chinesisches Konzept.

### Shintō-buddhistischer Synkretismus
Der im 6. und 7. Jahrhundert neu eingeführte Buddhismus stieß zwar anfangs im Rahmen der einheimischen Götterverehrung auf Widerstand, fand aber rasch Wege, die kami in sein Weltbild zu integrieren, und beeinflusste unter anderem die Bauwerke und später auch die Ikonografie der kami-Verehrung. Während der meisten Epochen der bekannten japanischen Religionsgeschichte herrschte daher zwischen Buddhismus und Shintō keine klare Trennung. Vor allem innerhalb der einflussreichen buddhistischen Richtungen Tendai und Shingon wurden Shintō-Gottheiten als Inkarnationen oder Manifestationen von Buddhas und Bodhisattvas aufgefasst. Buddha-Verehrung und kami-Verehrung diente somit – zumindest auf theoretischer Ebene – dem gleichen Zweck. Diese theologische Entwicklung begann in der Heian-Zeit und erreichte im japanischen Mittelalter (12.–16. Jahrhundert) ihren Höhepunkt. Sie ist als Theorie von „Urform und herabgelassener Spur“ bekannt, wobei die „Urform“ (本地, honji) den Buddhas, die „herabgelassene Spur“ (垂迹, suijaku) den kami entspricht.
Die meisten kami-Schreine standen zwischen der späteren Heian-Zeit (10.–12. Jahrhundert) und dem Beginn der japanischen Moderne (1868) unter buddhistischer Supervision. Die großen shintōistischen Institutionen waren zwar in den Händen von erblichen Priester-Dynastien, die ursprünglich dem kaiserlichen Hof unterstellt waren, mit dem Niedergang des Hofes traten jedoch buddhistische Institutionen an seine Stelle. Lediglich der Ise-Schrein behielt dank seiner privilegierten Beziehung zum Hof eine Sonderstellung und entzog sich dem unmittelbaren Einfluss der buddhistischen Geistlichkeit. Kleinere Schreine wiederum hatten meist keine eigenen Shintō-Priester, sondern wurden von buddhistischen Mönchen oder von Laien betreut.

### Erste Shintō-Theologien
Obwohl die meisten Shintō-Priester in dieser Zeit selbst gläubige Buddhisten waren, gab es einzelne Abkömmlinge der alten Priester-Dynastien und auch einige buddhistische Mönche, die sich mit der Idee, die kami unabhängig vom Buddhismus zu verehren, befassten. Auf diese Weise entstanden im japanischen Mittelalter die Richtungen Ise- bzw. Watarai-Shintō, Ryōbu-Shintō und Yoshida-Shintō. Besonders die letztgenannte Richtung präsentierte sich als rein auf die kami bezogene Lehre und stellt damit die Grundlage des modernen Shintō dar, buddhistische Vorstellungen spielten aber tatsächlich auch im Yoshida-Shintō eine zentrale Rolle. Eine fundamentale Kritik an den religiösen Paradigmen des Buddhismus wurde erst unter dem sogenannten shintō-konfuzianischen Synkretismus denkbar.
Im Laufe der Edo-Zeit kam es immer wieder zu anti-buddhistischen Tendenzen, die auch den Ideen einer eigenständigen einheimischen Shintō-Religion immer stärkeren Zulauf bescherten. Im 17. Jahrhundert waren es vor allem konfuzianische Gelehrte, die nach Wegen suchten, die Lehren des chinesischen Neo-Konfuzianers Zhu Xi (auch Chu Hsi, 1130–1200) mit der Verehrung einheimischer Gottheiten zu kombinieren und so eine Alternative zum Buddhismus zu entwickeln. Im 18. und 19. Jahrhundert entstand schließlich eine Denkrichtung, die bemüht war, den Shintō von allen „fremden“, das heißt indischen und chinesischen Ideen zu reinigen und zu seinem „Ursprung“ zurückzufinden. Diese Schule heißt auf Japanisch Kokugaku (wörtlich Lehre des Landes) und gilt als Wegbereiterin des Staats-Shintō, wie er sich im Laufe des 19. Jahrhunderts im Zuge der Neuordnung des japanischen Staates herausbildete. Auf die allgemeine religiöse Praxis der Edo-Zeit hatte die Kokugaku allerdings nur geringen Einfluss. Somit blieb der shintō-buddhistische Synkretismus bis ins 19. Jahrhundert die vorherrschende Strömung innerhalb der japanischen Religion. Auch der zwanglose Zugang zu beiden Religionen im heutigen Japan fußt auf dieser Tradition.

### Moderne und Gegenwart
Die Meiji-Restauration 1868 beendete die feudale Herrschaft der Tokugawa-Shōgune und installierte an ihrer Stelle einen Nationalstaat mit dem Tennō als oberste Instanz. Shintō wurde als nationaler Kult definiert und als ideologisches Instrument zur Wiederbelebung der Macht des Tennō eingesetzt. Zu diesem Zweck wurde eigens ein Gesetz zur „Trennung von kami und Buddhas“ (Shinbutsu Bunri) erlassen, das die gemeinsame Verehrung von buddhistischen und shintōistischen Heiligtümern verbot. Im Gegensatz zu den meist lokal begrenzten Schreintraditionen wurden Shintō-Schreine nun landesweit zu Verehrungsstätten des Tennōs umgedeutet und jeder Japaner, ungeachtet seiner religiösen Überzeugung, war angehalten, dem Tennō in Form von Schreinbesuchen seine Reverenz zu erweisen. Aus Rücksicht auf die unter westlichem Einfluss verfassungsmäßig garantierte Religionsfreiheit wurde dieser Schreinkult aber nicht als religiöser Akt, sondern als patriotische Pflicht definiert. Diese Form der Verehrung wurde in der Zwischenkriegszeit als „Schrein-Shintō“ (jinja shintō), in der Nachkriegszeit dagegen zumeist als „Staats-Shintō“ (kokka shintō) bezeichnet. Daneben gab es aber auch die Kategorie „Sekten-Shintō“ (shuha shintō), in der verschiedene neureligiöse Bewegungen, die im Zuge der Modernisierung entstanden waren und sich selbst als shintōistisch definierten (Tenri-kyō, Ōmoto-kyō u. a.), zusammengefasst wurden.
Im aufkeimenden Militarismus der Shōwa-Zeit wurde Shintō dann weiter für nationalistische und kolonialistische Zwecke instrumentalisiert. Auch in den besetzten Gebieten Chinas und Koreas wurden Schreine errichtet, in denen die lokale Bevölkerung dem Tennō ihre Reverenz erweisen sollte. Nach der Niederlage Japans im Zweiten Weltkrieg 1945 kam es zu einem offiziellen Verbot des Shintō als Staatsreligion, im Jahre 1946 verzichtete der Tennō auf jeden Anspruch auf Göttlichkeit. Einzelne Institutionen, denen eine politische Nähe zum Staats-Shintō nachgesagt wird, etwa der Yasukuni-Schrein in Tokyo, existieren jedoch heute noch.

## Ethik
Shintō weist in seiner gesamten Geschichte nur wenige klar umrissene Konzepte religiöser Ethik auf. Es gibt keine schriftlich fixierten Gebote, die für alle Gläubigen oder gar alle Menschen jederzeit gültig gewesen wären. So ist die Ausrichtung auf den Tennō als oberster Autorität selbst im sog. Schrein-Shintō nicht unumstritten, während die Richtungen des sogenannten Sekten-Shintō meist eigene Gründerfiguren als oberste religiöse Instanz verehren. Auch ist ein Unterschied zu buddhistischer, konfuzianischer oder bloß säkularer Ethik oft nicht auszumachen. Einige generelle Tendenzen werden jedoch allgemein der ethischen Praxis aller Richtungen zugerechnet:
- Befürwortet wird eine Lebensführung in Übereinstimmung mit den Kami, die sich in Verehrung und Dankbarkeit ihnen gegenüber, sowie allen voran in Streben nach Harmonie mit ihrem Willen äußern kann (insbesondere durch gewissenhafte Ausführung der Shintō-Rituale). Insbesondere im Schrein-Shintō gehört dazu auch eine Rücksichtnahme auf die natürliche sowie die eigene soziale Umwelt und Ordnung. In dieser Betonung einer auf gegenseitiger Hilfe beruhenden Harmonie, die auch auf die Welt als Ganzes ausgedehnt werden kann, lässt sich ein Bekenntnis zu menschlicher Solidarität finden, wie es auch den universalistischen Weltreligionen zu eigen ist.
- Die Kami sind zwar wesentlich „perfekter“ als Menschen, aber nicht perfekt in einem absoluten Sinne, wie etwa im Monotheismus. Kami begehen Fehler und sogar Sünden.[12] Dem entspricht, dass es im Shintō keine moralischen Absoluta gibt. Der Wert oder Unwert einer Handlung ergibt sich aus der Gesamtheit ihres Kontextes heraus; schlechte Handlungen sind allgemein lediglich jene, welche die gegebene Harmonie beschädigen oder gar zerstören.[13]
- Reinheit ist ein erstrebenswerter Zustand. Dementsprechend sind Beschmutzungen (kegare 穢[14]) sowohl physischer als auch spiritueller Natur zu vermeiden und regelmäßige Reinigungsrituale (harai 祓[15]) abzuhalten. Reinigungsrituale stehen daher auch immer am Beginn aller anderen religiösen Zeremonien des Shintō. In der geschichtlichen Entwicklung des Shintō hat dies zu einer generellen Tabuisierung des Todes und aller damit zusammenhängenden Phänomene geführt. Daher obliegen auch Begräbniszeremonien in Japan meist eher buddhistischen Institutionen und Geistlichen. Darüber hinaus kommt es mitunter auch zur Ablehnung von Organspenden oder der postumen Freigabe der toten Körper von Angehörigen z. B. zur Obduktion, um die spirituelle Verbindung des Toten zu den Trauernden nicht zu stören und den Körper nicht zu verletzen.[16][17] Gegen letztgenannte Tendenzen werden in den letzten Jahren aber auch Stimmen hoher Geistlicher laut.[18]

## Religiöse Praxis
Im modernen Alltagsleben der Japaner spielen sowohl Shintō als auch Buddhismus eine gewisse Rolle, wobei die Mehrzahl keinen Widerspruch darin sieht, sich zu beiden Religionen zu bekennen. Allgemein tendiert man dazu, shintōistische Riten für freudige Anlässe (Neujahr, Hochzeit, Gebet um Alltagsdinge), buddhistische dagegen für traurige und ernste Anlässe (Todesfall, Gebet um Wohlergehen im Jenseits) heranzuziehen. In neuester Zeit kommt noch eine Art säkulares Christentum dazu, wenn etwa junge Japaner eine White Wedding (ホワイトウエディング, howaito uedingu), eine weiße Hochzeit im amerikanischen Stil, feiern.
Regelmäßige Zusammenkünfte der gesamten religiösen Gemeinde entsprechend den christlichen Messen sind dem Shintō (ebenso wie dem japanischen Buddhismus) fremd. Üblicherweise werden Schreine individuell aufgesucht. Die Gottheiten werden dabei mit einigen einfachen, rituellen Gesten des Respekts (Verbeugen, Händeklatschen, Spenden kleiner Geldsummen) verehrt, eine Betreuung durch einen Priester findet nur auf besonderen Wunsch statt.
Besondere Zeremonien werden von Mikos und Shintō-Priestern, den Shinshoku (神職; „Gottesdiener“), durchgeführt und haben zumeist mit Reinheit und Schutz vor Gefahren zu tun. Shinshoku werden in Japan z. B. immer gerufen, bevor ein neues Gebäude errichtet wird, um den Boden zu weihen. Beliebt sind auch Weiheriten für Autos analog den westlichen Schiffstaufen. Rund um das Shichi-go-san-Fest am 15. November lassen viele Japaner in den Schreinen Reinigungszeremonien (harai) für ihre Kinder abhalten.
Höhepunkt des religiösen Lebens der Shintō-Schreine sind periodisch veranstaltete Matsuri, Volksfeste, die lokalen Traditionen folgen und daher von Region zu Region, ja von Dorf zu Dorf ganz unterschiedlich sein können. Viele Matsuri haben mit dem agrarischen Jahreszyklus zu tun und markieren wichtige Ereignisse wie Saat und Ernte (Fruchtbarkeitskulte), in anderen Matsuri zeigen sich Elemente der Dämonenbeschwörung und -abwehr. Viele Matsuri sind auch mit lokalen Mythen und Legenden verbunden. Ein typisches Element sind Schreinumzüge. Das Hauptheiligtum (shintai) des betreffenden Schreins wird dabei in einen tragbaren Schrein umgeladen, den sogenannten Mikoshi, der dann in einem lauten und fröhlichen Festumzug durch das Dorf/Stadtviertel getragen oder gezogen wird. Feuerwerke (花火, hanabi), Taiko-Trommeln und natürlich Sake begleiten zumeist diese Umzüge. Oft sind Matsuri auch mit quasi-sportlichen Wettkämpfen verbunden. Der moderne Sumō-Sport dürfte beispielsweise seinen Ursprung in derartigen Festen haben.
In der heutigen Praxis spielt der Tennō-Kult nur noch in wenigen Schreinen eine zentrale Rolle. Diese Schreine werden im Allgemeinen als jingū (神宮) (im Gegensatz zu jinja (神社)) bezeichnet, der wichtigste ist der Ise-Schrein. Obwohl das „Gesetz zur Trennung von Buddhas und Shintō-Göttern“ einschneidende Veränderungen mit sich brachte, sind die Spuren der einstmaligen shintō-buddhistischen Vermischung noch heute in vielen religiösen Institutionen zu bemerken. Es ist nichts Ungewöhnliches, auf dem Gelände eines buddhistischen Tempels einen kleinen Shintō-Schrein zu finden oder einen Baum, der mit einem Shimenawa als Wohnort eines kami markiert ist. Umgekehrt haben viele Shintō-Gottheiten indisch-buddhistische Wurzeln.

## Wichtige Gottheiten und Schreine

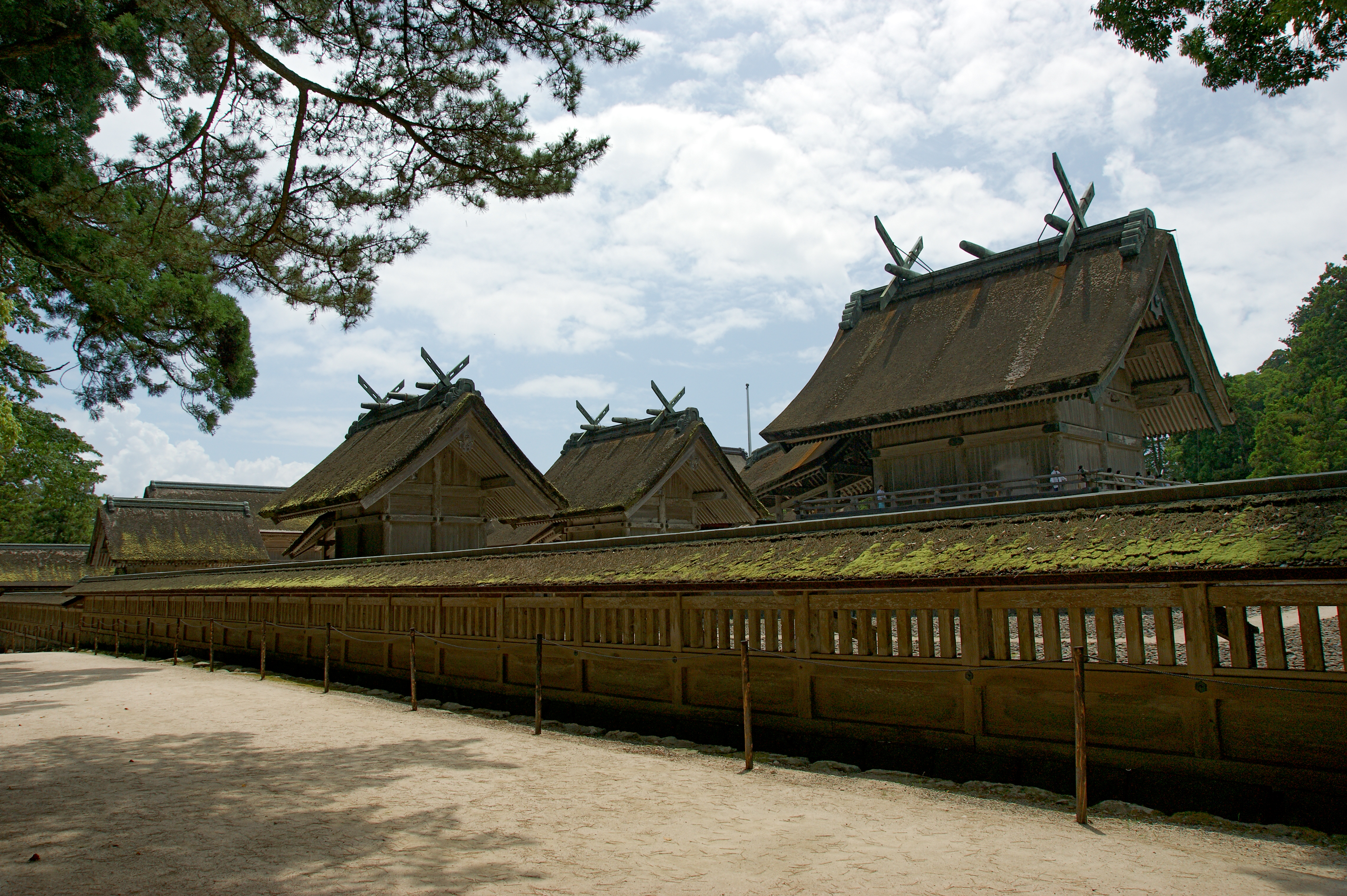
Izumo-Taisha

Die meisten Shintō-Schreine sind heute der Gottheit Hachiman geweiht, geschätzt etwa 40.000 landesweit. Hachiman war der erste einheimische Gott, der vom Buddhismus gefördert wurde, erhielt aber auch als Ahnengottheit mehrerer Shōgun-Dynastien einflussreiche Unterstützung durch den Kriegeradel (die Samurai). Auch die Gottheit Inari, eine Reisgottheit, deren Schreine meist von Füchsen (kitsune) bewacht werden, bringt es auf eine ähnliche Anzahl von meist sehr kleinen Schreinen. Die dritthäufigste Kategorie sind Tenjin-Schreine, in denen der Heian-zeitliche Gelehrte Sugawara no Michizane als Gott der Bildung verehrt wird. Auch Amaterasu, die wichtigste Ahnengottheit des Tennō, besitzt außerhalb ihres Hauptheiligtums von Ise ein verhältnismäßig großes Netzwerk von Zweigschreinen, alle anderen in den alten Mythen erwähnten Gottheiten sind hingegen in wesentlich weniger Schreinen vertreten. Andererseits sind zahlreiche Schreine ursprünglich buddhistischen Gottheiten geweiht, allen voran die Schreine der Sieben Glücksgötter. Die prächtigste Schreinanlage aus der Edo-Zeit, der Tōshōgū in Nikkō, ist ein Mausoleum des ersten Tokugawa-Shōguns Tokugawa Ieyasu.
Der Ise-Schrein in der Stadt Ise gilt im Schrein-Shintō als das höchste Heiligtum Japans. Ein weiterer bedeutsamer und alter Schrein ist der Izumo-Großschrein (Izumo-Taisha). Der populärste Schrein in Tōkyō ist der Meiji-Schrein, der Kaiser Meiji und seine Gattin birgt.
Ein umstrittenes Politikum ist der Yasukuni-Schrein in Tōkyō, in dem alle Gefallenen von japanischen Kriegen seit zirka 1860 verehrt werden. Auch nach dem Zweiten Weltkrieg zum Tode verurteilte Kriegsverbrecher wie etwa Tōjō Hideki wurden in den Yasukuni-Schrein als Kami aufgenommen. Das wichtigste Schreinfest des Yasukuni-Schreins findet jedes Jahr am 15. August statt, dem Jahrestag des Kriegsendes in Ostasien, und wird zu diesem Anlass bisweilen von führenden Politikern besucht. Diese indirekte Negierung der Kriegsschuld Japans ruft gewöhnlich Proteste innerhalb Japans, vor allem aber in China und Korea hervor.